# くにくに
くにくに（Kunikuni）は、2014年3月から2021年9月まで活動していた、福井県鯖江市出身の二卵性双生児の姉妹による2人組のアイドルユニットである。デビューは、ami〜gasのメンバーとしてクリエイティブオフィス ショー・ケースに所属し、My Girlfriends のユニット名で主に地元の福井県を拠点として活動。その後、TOY Planet（現在のトイプラ）の東京支部に所属を移し、東京を拠点として活動。2020年には新型コロナウィルスの影響もあり地元福井に戻って活動を続けるも、2021年にアイドルを卒業した。活動期間は、7年7カ月であった。

## 概要
小さい頃からももいろクローバーに憧れていた二卵性双生児の姉妹くにかとくにほが、小学6年生であった2014年3月、福井県を拠点とする女性アイドルグループami〜gasの5期生としてはじめてステージに立つ。きっかけは、おじいちゃんとショッピングセンターに行った時に、たまたま初めてami〜gasを見て興味を持ち、2才年上の姉に勧められて応募したという。その後、二人だけで派生ユニット「マイ ガールフレンズ」を結成。2015年には、フジテレビ系「人生のパイセンTV」でピュアすぎる双子アイドルとして登場すると、2016年2月8日にはYahoo!検索のデイリーランキングでふたりのニックネーム「くにくに」が急上昇した。
2018年2月23日に東京に移住し、ユニット名を「くにくに」に変更。クラウドファンディングサイトCAMPFIREによる「くにくにプロモーションプロジェクト」での目標額達成を経て、7月15日に再デビューを果たした。
ユニット名の表記について、正式発表はないが、特殊記号の表示が可能な複数の公式サイトにおいては、しばしばユニット名の左右にメンバーの好きなパンダの顔を列記した「🐼くにくに🐼」が採用されている。また、基本的にくにくにのライブは、写真撮影や動画撮影を許している。そしてライブ中にはメンバーより、『撮影した写真や動画は、ぜひ「#くにくにらいぶ」というハッシュタグをつけて Twitterなどで投稿してくれたらうれしいです』と呼びかけられていた。
二人は小学校1年生のころから地元福井で和太鼓を習っていて、2018年7月のデビューライブでは、その雄姿が披露された。また、8月に発表された楽曲「シロクロミルキーウェイ」の振り付けには、リズムに合わせて和太鼓を叩いているダンスが組み込まれた。
2021年8月1日、事務所から公式に「9月20日のライブをもってくにくにはライブ活動及びインフルエンサー活動を終了致します」と発表された。これに伴い8月21日～9月20日に卒業ライブツアー「🌸ふぁいなるつあー2021-ちあーず!-🌸」が東京・名古屋・北陸の５カ所で開催。途中、新型コロナの影響により石川でのライブ会場が変更になるというハプニングもあったが、ライブツアーは無事終了。これをもって9月20日にトイプラとの契約が満了し、くにくには活動期間7年7カ月でアイドルを卒業した。くにくにが最後に書いたブログでは「奇跡を起こしてくにくにに出会ってくれて本当にありがとう🐼🐼みんなのことが大好きだよ💙💖この先もずっとくにくにファミリー（くにくにファンの呼称）🤝💙💖」と締めくくられていた。

## メンバー
| 名前   | ニックネーム | 生年月日              | 出身地       | 血液型 | 担当カラー | 備考               |
| ------ | ------------ | --------------------- | ------------ | ------ | ---------- | ------------------ |
| くにか | くー         | 2002年1月15日（23歳） | 福井県鯖江市 | A型    | 水色       | 双子の姉。右利き。 |
| くにほ | ほー         | 2002年1月15日（23歳） | 福井県鯖江市 | A型    | ピンク     | 双子の妹。左利き。 |

## 略歴

### 2014年
- 3月15日、小学校を卒業した次の日に、福井県のご当地アイドルami〜gasの5期生として、坂井市春江町のショッピングセンター アル・プラザ・アミのステージに初めて立ち、デビューを果たす。その後、くにかとくにほの2人による派生ユニット「マイ ガールフレンズ」を結成。

### 2015年
- 1月4日より、たんなんFMにて、くにくに2人の冠番組「アミ～ガスの聴いてくにくに」が放送スタート（毎週日曜日、朝10時〜生放送）。
- 12月13日、フジテレビ「人生のパイセンTV」の出演で、テレビ全国放送デビューを果たす。

### 2016年
- 3月27日、1年3か月、65回に渡り放送された「アミ～ガスの聴いてくにくに」が最終回を迎えた。
- 5月28日、マイガールフレンズ名義で1stシングル「GO!!」を発売。

### 2017年
- 10月1日、ami〜gas・マイガールフレンズとしての活動を休止。(実質卒業)

### 2018年
- 1月からTikTokをはじめる。その後、10月には、フォロワー数が1万人を超えて、開設から9ヵ月でTikTok公式認証済みアカウントを獲得する（くにくに Official TikTok）。
- 2月23日、福井より東京に移住。シェアハウスに住み、東京に拠点を移す[3]。
- 7月15日、白金高輪SELENE b2にて「くにくに」として再デビュー。オリジナル曲「ドリームキャッチャー」「レインドロップ」「ミライアルゴリズム」を披露した。また、2人が小学1年から習っている和太鼓も初披露した。
- 7月16日、恵比寿CreAtoにて「くにくにデビューイベント」開催。
- 8月14日、白金高輪Selene b2で開催された「DDD～DISCOVERY IDOL DEPORT～」にて、新曲「シロクロミルキーウェイ」を初披露。
- 9月15日 - 17日、「第6回 北陸アイドルフェスティバル（HIF）」に出演。
- 10月9日、渋谷WOMB Loungeで開催された「ハピくる×くにくに2マンライブ」にて、新曲「バトンタッチ」を初披露。
- 10月10日、くにくにネット通販サイト「OFFICIAL WEB STORE」をオープンさせた[12]。
- 12月9日、石川・小松The MAT'Sにて「くにくにどりーむらいぶ vol.1」開催。

### 2019年
- 1月19日、渋谷Studio Freedomにて「くにくにばーすでーらいぶ!」開催。新曲「パステルマジック」と「シンデレラシンドローム」を初披露。
- 3月24日、石川・小松The MAT'Sにて「くにくにどりーむらいぶ vol.2」開催。
- 4月20日 - 4月21日、台湾遠征。
- 7月15日、 AKIBAアイドルクエストステージにて「くにくにふぁーすとあにばーさりーらいぶ」開催。
- 9月1日、1st EP「オトギバナシ」配信開始[13]。
- 9月14日 - 16日、「第7回 北陸アイドルフェスティバル（HIF）」に2年連続で出演[14]。
- 9月21日、AKIBAアイドルクエストステージにて「くにくにていきらいぶ vol.1」開始。
- 9月29日、東京のシェアハウスから福井の実家に戻る[15]。
- 10月10日、台湾遠征。
- 10月19日、AKIBAアイドルクエストステージにて「くにくにていきらいぶ vol.2」を開催。
- 11月16日、AKIBAアイドルクエストステージにて「くにくにていきらいぶ vol.3」を開催。
- 12月21日、AKIBAアイドルクエストステージにて「くにくにていきらいぶ vol.4」を開催。

### 2020年
- 1月11日、渋谷DESEOにて「くにくにばーすでーらいぶ-2020」を開催。新曲「ユアハート」を初披露。
- 2月25日 - 神田明神ホールにて開催されたもえのあずきの『もえキュン祭り～もえあず生誕祭～もえあずが大好きなアイドルを呼んじゃいます！』に出演[16]。
- 3月3日 - SHOWROOM 毎日連続配信開始。
- 7月12日 - 名古屋ReNY Limitedにて「くにくにせかんどあにばーさりーらいぶ」を開催。

### 2021年
- 3月2日 - SHOWROOM にて、365日連続配信を達成。
- 8月1日 - 🐼くにくに🐼卒業がトイプラより正式に発表された。同時に、8月21日～9月20日に卒業ライブツアー「ふぁいなるつあー2021-ちあーず!-」が東京・名古屋・北陸の５カ所で開催されることも発表された。
- 9月20日、「ふぁいなるつあー2021-ちあーず!-」最後の福井でのライブが終了し、🐼くにくに🐼はアイドル活動を卒業した。
- 9月21日、卒業に伴い、SHOWROOM での最後の配信を行い、くにくにルームの毎日配信は、568日連続で終了した。
- 9月30日、卒業に伴い、くにくにとしての SNS への投稿は、すべて終了となった。なお、事務所の好意で、各種アカウントは、削除せずに残されている。

## ディスコグラフィ

### シングル
| #                  | リリース日         | タイトル           | レーベル           | 収録曲                                                            |
| マイガールフレンズ | マイガールフレンズ | マイガールフレンズ | マイガールフレンズ | マイガールフレンズ                                                |
| ------------------ | ------------------ | ------------------ | ------------------ | ----------------------------------------------------------------- |
| 1                  | 2016年5月28日      | GO!!               | SHOW CASE          | 1. GO!! 2. イイナ                                                 |
| くにくに           |                    |                    |                    |                                                                   |
| 1                  | 2019年9月1日       | オトギバナシ       | cafe au records    | 1. ミライアルゴリズム 2. シンデレラシンドローム 3. レインドロップ |

### オリジナル曲一覧
| # | 初披露日      | タイトル               | 作詞                       | 作曲                       | 編曲                       | 振付     | 備考         |
| - | ------------- | ---------------------- | -------------------------- | -------------------------- | -------------------------- | -------- | ------------ |
| 1 | 2018年7月15日 | ドリームキャッチャー   | KOTONOHOUSE                | KOTONOHOUSE                | KOTONOHOUSE                | いどみん | MVSoundCloud |
| 2 | 2018年7月15日 | レインドロップ         | KOTONOHOUSE                | KOTONOHOUSE                | KOTONOHOUSE                | いどみん | MVTuneCore   |
| 3 | 2018年7月15日 | ミライアルゴリズム     | KOTONOHOUSE                | KOTONOHOUSE                | KOTONOHOUSE                | いどみん | MVTuneCore   |
| 4 | 2018年8月14日 | シロクロミルキーウェイ | needm4ker                  | KOTONOHOUSE                | KOTONOHOUSE                | いどみん |              |
| 5 | 2018年10月9日 | バトンタッチ           | MHC KOTONOHOUSE            | KOTONOHOUSE                | KOTONOHOUSE                | いどみん | MVSoundCloud |
| 6 | 2019年1月19日 | パステルマジック       | MHC                        | KOTONOHOUSE MHC            | KOTONOHOUSE                | いどみん |              |
| 7 | 2019年1月19日 | シンデレラシンドローム | KOTONOHOUSE Tsubusare BOZZ | KOTONOHOUSE Tsubusare BOZZ | KOTONOHOUSE Tsubusare BOZZ | いどみん | TuneCore     |
| 8 | 2020年1月11日 | ユアハート             | KOTONOHOUSE                | KOTONOHOUSE                | KOTONOHOUSE                |          |              |

## ライブ・イベント

### 主催イベント
- 2018年 7月16日、くにくにデビューイベント（恵比寿 CreAto）
- 2018年12月 9日、くにくにどりーむらいぶ vol.1（石川・小松 The MAT'S）
- 2019年 1月19日、くにくにばーすでーらいぶ！（渋谷 Studio Freedom）
- 2019年 3月24日、くにくにどりーむらいぶ vol.2（石川・小松 The MAT'S）
- 2019年 7月15日、くにくにふぁーすとあにばーさりーらいぶ（AKIBA アイドルクエストステージ）
- 2020年 7月12日、くにくにせかんどあにばーさりーらいぶ（名古屋 ReNY Limited）

### 定期公演
- 2019年 9月21日、くにくにていきらいぶ vol.1（AKIBA アイドルクエストステージ）
- 2019年10月19日、くにくにていきらいぶ vol.2（AKIBA アイドルクエストステージ）
- 2019年11月16日、くにくにていきらいぶ vol.3（AKIBA アイドルクエストステージ）
- 2019年12月21日、くにくにていきらいぶ vol.4（AKIBA アイドルクエストステージ）

### ツアー公演
- 2021年 8月21日、くにくにふぁいなるつあー2021 ちあーず in 名古屋（名古屋 ReNY Limited）
- 2021年 8月28日、くにくにふぁいなるつあー2021 ちあーず in 東京（渋谷 DESEO mini）
- 2021年 9月 4日、くにくにふぁいなるつあー2021 ちあーず in 富山（富山 LEVEL3）
- 2021年 9月 5日、くにくにふぁいなるつあー2021 ちあーず in 石川（金沢 gateBlack）
- 2021年 9月20日、くにくにふぁいなるつあー2021 ちあーず in 福井（福井 CHOP）

## 出演

### テレビ
- 人生のパイセンTV（2015年12月13日、2016年1月10日、2月7日、4月20日、12月5日など、フジテレビ）
- 好きか嫌いか言う時間～SP～（2016年10月17日、TBS）[24]
- ブラ迷相談部 その悩み!小杉と吉田まで（2018年5月30日、9月19日、東海テレビ）
- 1億人の大質問!?笑ってコラえて!（2018年7月11日、日本テレビ）[25]
- アオハル (青春) TV 初回2時間SP（2019年1月27日、フジテレビ）

### ウェブテレビ
- 矢口真里の火曜The NIGHT（2020年6月17日、AbemaTV）[26]

### ラジオ
- アミ～ガスの聴いてくにくに（2015年1月4日 - 2016年3月27日、たんなんFM）[27]
- 石橋＆へなぎのアイドル新党（2018年7月27日、CTY-FM）[28]

### 雑誌
- MARQUEE Vol.128（2018年8月10日、マーキー・インコーポレイティド） - ISBN 978-4-434-25083-5

### モデル
- 美容室クランベリーズ・ボーノ ヘアモデル（2018年1月29日、福井市）[29]
- 原宿系アパレルブランド・ACDC RAG モデル（2019年8月31日、東京・原宿）[30]
- ふくい着物ショー（2021年9月12日、福井駅前ハピリン・能舞台）[31]